# Antoine Yvon Villarceau

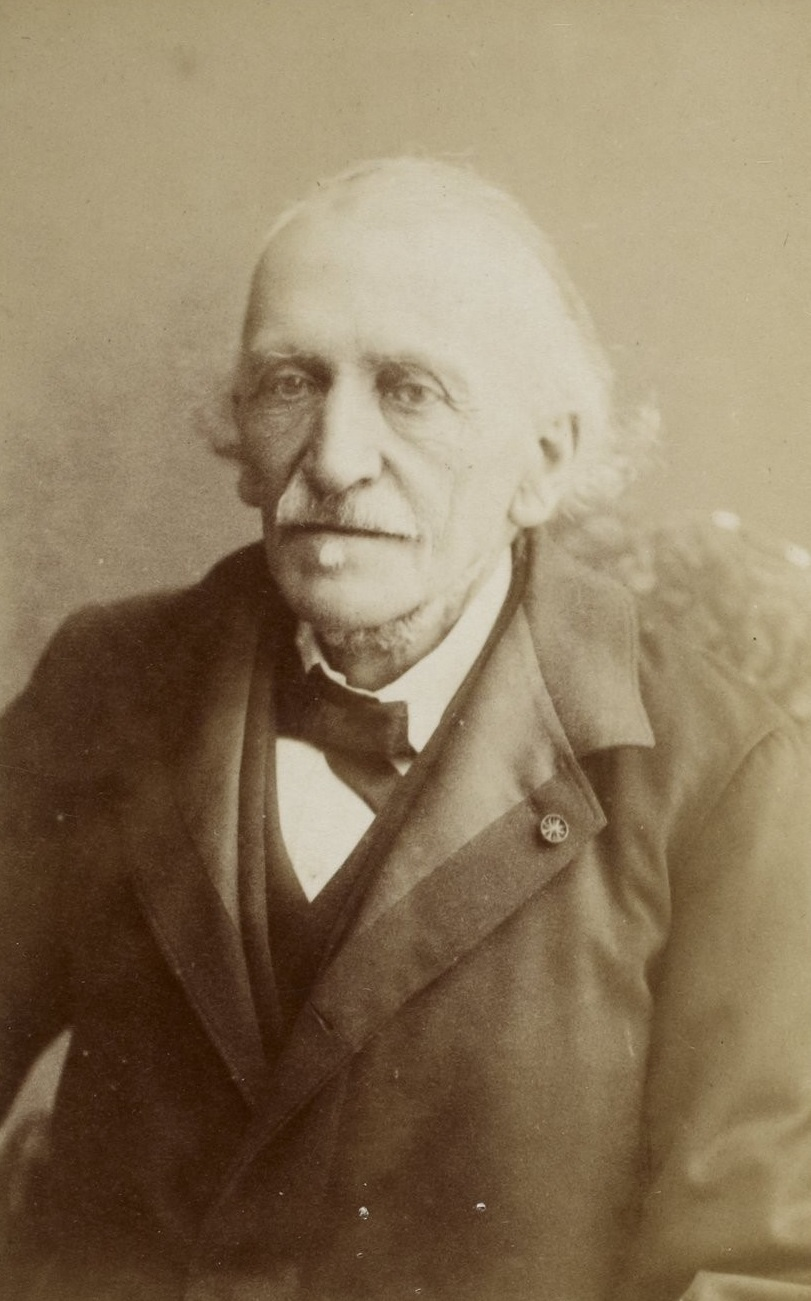
Antoine Yvon Villarceau.

Antoine-François-Joseph Yvon Villarceau, född den 15 januari 1813 i Vendôme, död den 23 december 1883 i Paris, var en fransk astronom och matematiker.
Villarceau reste som saint-simonist till Egypten tillsammans med Enfantin, men vände 1837 tillbaka till Paris. Han studerade matematik vid École Centrale, anställdes 1846 vid observatoriet i Paris, blev 1855 medlem av Bureau des longitudes och 1867 ledamot av akademien i Paris. Villarceau sysselsatte sig huvudsakligen med problem rörande den teoretiska astronomin; således meddelade han från 1849 i Paris-akademiens handlingar en rad uppsatser rörande beräkningen av dubbelstjärnors banor. I Annales de l'Observatoire de Paris, band III (Paris 1857) offentliggjorde han uppsatsen: Détermination des orbites des planètes et des comètes och använde sin där framställda metod, som i princip är den samma, som den Laplace hade använt för lösningen av samma problem, till beräkning av elementen för åtskilliga av småplaneterna. Han var den förste, som påvisade, att d'Arrests komet är periodisk, och den återupptäcktes på Godahoppsudden efter Villarceaus efemerid. Utöver astronomiska uppsatser, vars antal överstiger 100, publicerade han enstaka mekaniska, som Arches de ponts (Paris 1882), konstruerade ekvatorialer, meridianinstrument, undersökte gången och kompensationen hos kronometrar (Annales de l'Observatoire, band VII) och bestämde längden av en hel del punkter i Frankrike i förhållande till Paris (band VIII och IX). Tillsammans med Aved de Magnac skrev han: Nouvelle navigation astronomique (Paris 1877).